# The Rhythm Section – Zeit der Rache
The Rhythm Section – Zeit der Rache (Originaltitel The Rhythm Section, engl. für „Die Rhythmusgruppe“) ist ein Thriller von Reed Morano, der am 31. Januar 2020 in die Kinos im Vereinigten Königreich und die US-Kinos kam und am 28. April 2020 in Deutschland als Video-on-Demand veröffentlicht wurde.

## Handlung
Stephanie Patrick hat ihr bisher erfolgreiches Studium in Oxford nach einem Flugzeugabsturz aufgegeben, bei dem ihre Familie getötet wurde. Auch sie sollte auf dem Flug sein. Jetzt ist sie drogenabhängig und finanziert ihre Sucht mit Prostitution. Nachdem sie von einem freischaffenden Journalisten aufgespürt und darüber informiert wird, dass der Absturz aufgrund eines Bombenanschlags geschah, versucht sie die Verantwortlichen – darunter den Bombenbauer Reza – aufzuspüren, indem sie die Identität einer toten Killerin annimmt.

## Produktion
Der Film basiert auf den Romanen von Mark Burnell, der auch das Drehbuch schrieb. Regie führte Reed Morano.
Jude Law spielt den MI6-Agenten Iain Boyd. Blake Lively übernahm die Rolle von Stephanie Patrick.
Die deutsche Synchronisation entstand im Auftrag der Scalamedia GmbH, Berlin. Paul Matzke spricht in der deutschen Fassung Mark Serra.
Die Dreharbeiten fanden in den spanischen Hafenstädten Almería und Cádiz in Andalusien, in Madrid und in der irischen Hauptstadt Dublin statt. Sie mussten zwischenzeitlich nach einer Verletzung von Blake Lively unterbrochen werden. Als Kameramann fungierte Sean Bobbitt.
Die Filmmusik komponierte Steve Mazzaro. Im Herbst 2020 veröffentlichte Remote Control Productions das Soundtrack-Album mit 14 Musikstücken als Download.
Der Film kam am 31. Januar 2020 in die Kinos im Vereinigten Königreich und die US-Kinos. Am 28. April 2020 wurde er in Deutschland als Video-on-Demand veröffentlicht und erschien am 3. Juli 2020 als DVD und Blu-ray.

## Rezeption

### Altersfreigabe und Kritiken
In den USA erhielt der Film von der MPAA ein R-Rating, was einer Freigabe ab 17 Jahren entspricht.
Insgesamt stieß der Film bei den Kritikern auf geteiltes Echo.

### Auszeichnungen
Critics’ Choice Super Awards 2021

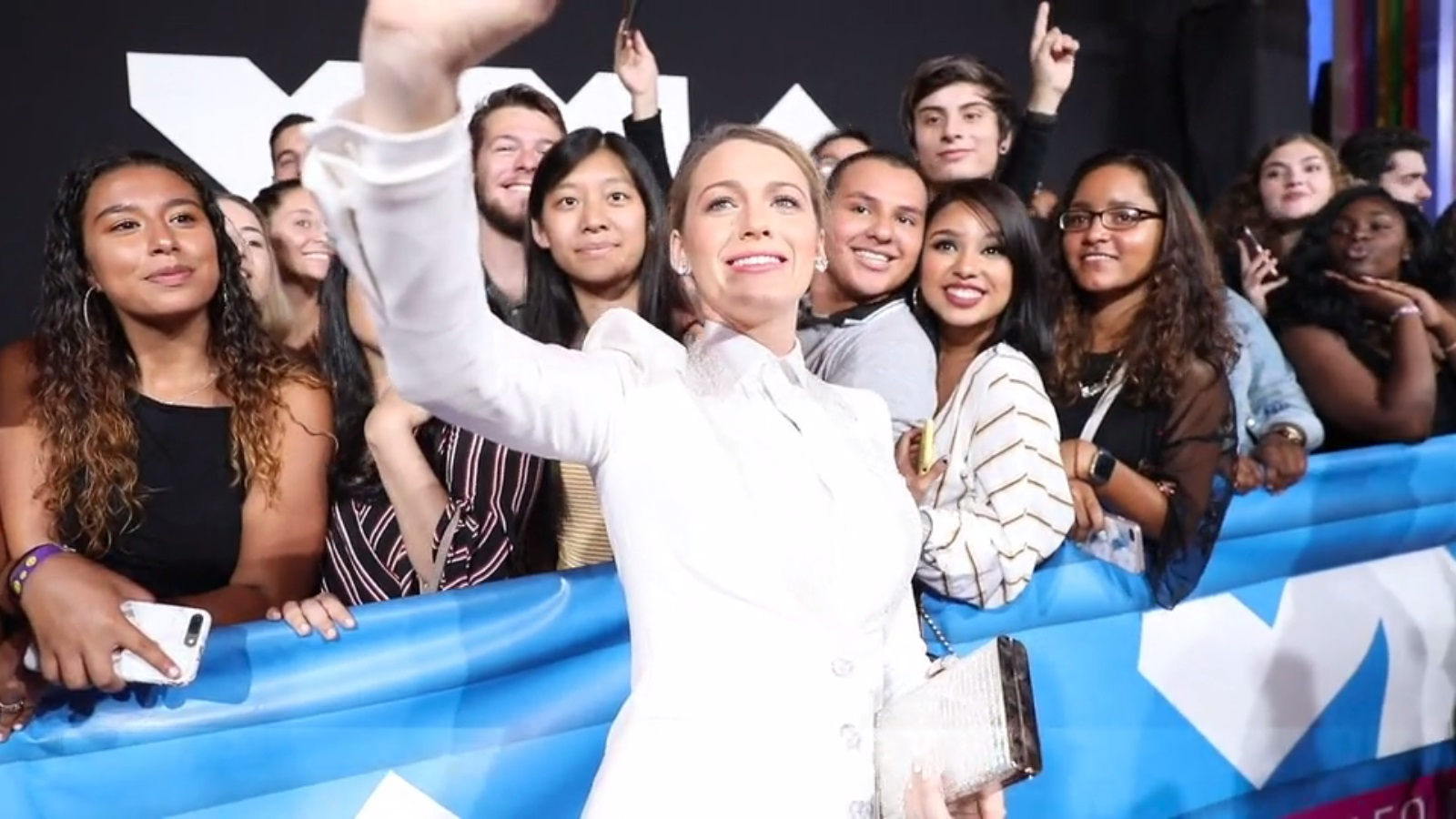
Blake Lively spielt Stephanie

- Nominierung als Beste Schauspielerin in einem Actionfilm (Blake Lively)[11]

Irish Film and Television Academy Awards 2020
- Auszeichnung für die Besten Kostüme (Eimear Ni Mhaoldomhnaigh)
- Nominierung für die Beste Ausstattung (Tom Conroy)[12][13]